# バドエン・ストレイト (護衛空母)
|           |                                                                           |
| 艦歴      |                                                                           |
| 発注:     |                                                                           |
| 起工:     | 1944年8月18日                                                             |
| 進水:     | 1945年2月15日                                                             |
| 就役:     | 1945年11月14日、1947年1月6日                                              |
| 退役:     | 1946年4月20日、1957年5月17日                                              |
| その後:   | 1972年に解体                                                              |
| 除籍:     |                                                                           |
| 性能諸元  |                                                                           |
| 排水量:   | 11,373トン(基準)                                                          |
| 全長:     | 169.9m                                                                    |
| 全幅:     | 32.05m                                                                    |
| 吃水:     | 8.5m                                                                      |
| 機関:     | 4基筒蒸気タービン×2基 スクリュープロペラ×2軸                              |
| 最大速:   | 19ノット                                                                  |
| 航続距離: |                                                                           |
| 乗員:     | 士官、兵員1,066名                                                         |
| 兵装:     | 38口径5インチ単装砲 2基 40mm4連装機銃 3基 40mm連装機銃 12基 20mm機銃 20基 |
| 搭載機:   | 戦闘機×18機 艦上攻撃機×12機                                               |

バドエン・ストレイト (USS Badoeng Strait, CVE-116) は、アメリカ海軍の護衛空母。コメンスメント・ベイ級航空母艦の12番艦。艦名はインドネシアのバリ島とプニダ島との間のバドゥン海峡 (Badung Strait) に因んで命名された。

## 艦歴
艦名は当初サン・アルベルト・ベイ (San Alberto Bay) であったが、1943年11月6日にバドエン・ストレイトに改名された。ワシントン州タコマのトッド造船所で建造され、1945年2月15日にT・H・ビンフォード夫人によって進水し、1945年11月14日にトーマス・A・ターナー・ジュニア艦長の指揮下就役、太平洋艦隊に配属される。
バドエン・ストレイトは1946年3月までサンディエゴを拠点に活動し、ハワイへの巡航を行った後、1946年4月20日に予備役となる。しかし1947年1月6日に再就役した。
1947年2月から1950年6月までバドエン・ストレイトは太平洋で活動し、新型の対潜水艦戦機材のテストや兵員の訓練、数多くの対潜作戦練習に参加し、第15空母部隊、第17空母部隊の旗艦を務めた。
1950年7月から1953年2月までバドエン・ストレイトは三度の朝鮮半島水域への展開（1950年7月29日-1951年1月23日、1951年10月2日-1952年2月14日、1952年10月6日-1953年2月11日）を行う。この間に対潜水艦作戦、海上封鎖任務に従事した。バドエン・ストレイトの艦載機部隊は釜山橋頭堡の戦い（1950年8月6日-9月12日）、仁川上陸作戦（1950年9月15日）、興南撤退（1950年12月9日 - 12月24日）で重要な地上支援を行った。
その後、1953年4月から9月にかけてバドエン・ストレイトは近代化改装が行われた。新型航空機及びヘリコプターによる対潜水艦作戦の実験、研究が継続され、様々な太平洋艦隊での訓練演習および海兵隊攻撃ヘリコプターとの広範囲な演習に参加した。さらにバドエン・ストレイトは別の極東展開も行い、1956年2月から7月にかけて太平洋性能試験水域で行われたオペレーション・レッドウィングに参加した。
1957年1月14日にバドエン・ストレイトは不活性化のためにワシントン州ブレマートンへ出航する。1957年5月17日に退役し予備役艦艇となる。
1972年、カリフォルニア州リッチモンドのカイザー造船所にて解体。
バドエン・ストレイトは朝鮮戦争の戦功での6つの従軍星章及び海軍殊勲部隊章を受章した。

## 登場作品
解体される直前の1972年に、姉妹艦とともに映画ダーティハリー2の撮影に用いられた。